# Roadiense
| Era Eratema | Periodo Sistema | Época Serie                | Edad Piso                      | Inicio, en millones de años |
| ----------- | --------------- | -------------------------- | ------------------------------ | --------------------------- |
| Paleozoico  | Pérmico         | Lopingiense Lopingiano     | Changhsingiense Changhsingiano | 254,2±0,1                   |
| Paleozoico  | Pérmico         | Lopingiense Lopingiano     | Wuchiapingiense Wuchiapingiano | 259,51±0,21                 |
| Paleozoico  | Pérmico         | Guadalupiense Guadalupiano | Capitaniense Capitaniano       | 264,28±0,16                 |
| Paleozoico  | Pérmico         | Guadalupiense Guadalupiano | Wordiense Wordiano             | 266,9±0,4                   |
| Paleozoico  | Pérmico         | Guadalupiense Guadalupiano | Roadiense Roadiano             | 274,4±0,4                   |
| Paleozoico  | Pérmico         | Cisuraliense Cisuraliano   | Kunguriense Kunguriano         | 283,3±0,4                   |
| Paleozoico  | Pérmico         | Cisuraliense Cisuraliano   | Artinskiense Artinskiano       | 290,1±0,1                   |
| Paleozoico  | Pérmico         | Cisuraliense Cisuraliano   | Sakmariense Sakmariano         | 293,52±0,17                 |
| Paleozoico  | Pérmico         | Cisuraliense Cisuraliano   | Asseliense Asseliano           | 298,9±0,2                   |
| Paleozoico  | Carbonífero     | Carbonífero                | Carbonífero                    | 358,86±0,19                 |
| Paleozoico  | Devónico        | Devónico                   | Devónico                       | 419,62±1,36                 |
| Paleozoico  | Silúrico        | Silúrico                   | Silúrico                       | 443,1±0,9                   |
| Paleozoico  | Ordovícico      | Ordovícico                 | Ordovícico                     | 486,8 ±1,5                  |
| Paleozoico  | Cámbrico        | Cámbrico                   | Cámbrico                       | 538,8±0,6                   |

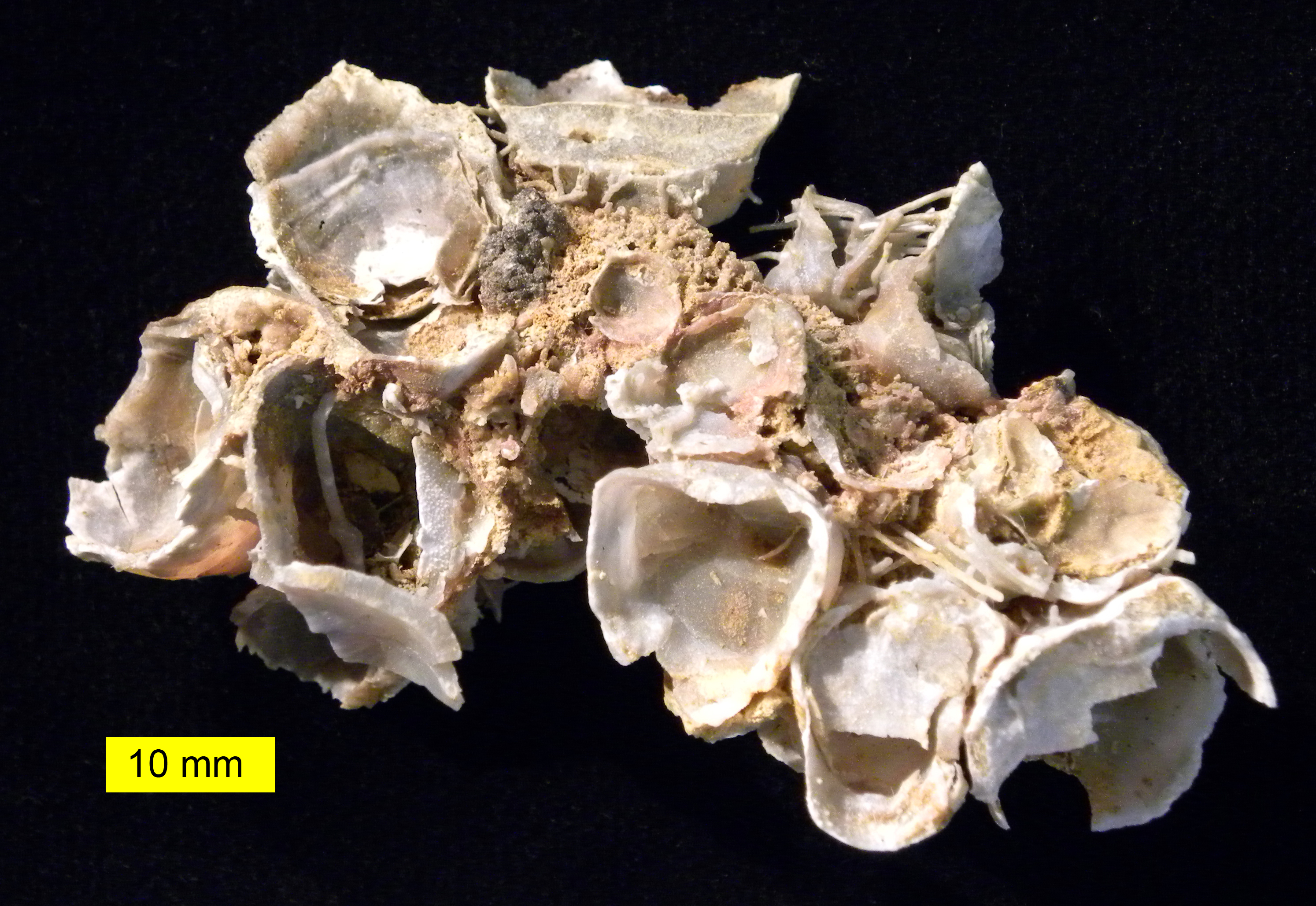
Fósiles de Hercosestria cribrosa, un braquiópodo del Roadiense de Texas.

El Roadiense o Roadiano es el primer piso y edad del Guadalupiense en la escala temporal geológica. Sucede al Kunguriense (último piso del Cisuraliense) y precede al Wordiense. Se inició hace unos 274,4 millones de años y terminó hace unos 266,9 millones de años.
El Roadiense se introdujo en la literatura científica por los geólogos y paleontólogos estadounidenses Brian Frederick Glenister y William Madison Furnish en 1968. El nombre procede del miembro Road Canyon, miembro inferior de la formación Word de las montañas Glass en Texas (Estados Unidos), descrito por los  paleontólogos estadounidenses G. Arthur Cooper y Richard E. Grant en 1964.

## Sección estratotipo y punto de límite global (GSSP)
La sección estratotipo y punto de límite global (GSSP) para la base del Roadiense se encuentra en Stratotype Canyon (condado de Culberson, estado de Texas, Estados Unidos). Se caracteriza por la primera aparición del conodonto Jinogondolella aserrata. El piso y el GSSP fueron aprobados por la Comisión Internacional de Estratigrafía y ratificados posteriormente por la Unión Internacional de Ciencias Geológicas en 2001.
El techo del Roadiense se define por el GSSP de la base del Wordiense, que se caracteriza por la primera aparición del conodonto Jinogondolella aserrata.

## Biodiversidad
La extinción de Olson, una extinción gradual a escala global de vertebrados terrestres ocurrió durante el Kunguriense, terminando  a inicios del Roadiense.